# 弘岡秀明
弘岡 秀明（ひろおか ひであき、Hideaki Hirooka 1950年5月）は、日本の歯科医師。東北大学歯学部臨床教授。

## 経歴
1978年九州歯科大学歯学部卒業。
1988年スウェーデンイエテボリ大学歯学部歯周病科に留学。その後、同大学にてCertificate in Clinical Periodontology、Odont. Licentiateを取得。論文は「The effect of topical application of metronidazole gel as an adjunct to mechanical subgingival debridement. In the angular bony defect. Hirooka H. [dissertation]. Gothenburg: Gothenburg University, Department of periodontology, Faculty of Odontology; 1993.」

## 所属学会
- 日本歯周病学会指導医[3]、専門医[4]
- 日本臨床歯周病学会指導医、認定医[5]

## 著書
- 弘岡秀明、古賀剛人『人生の成功は歯で決まる：ここまできた最新歯科医療』ダイヤモンド社、1997年8月。ISBN 4478960550。
- 弘岡秀明、戸村真一『生物学的コンセプトに基づいた歯周組織再生法: エムドゲイン®療法』クインテッセンス出版、2000年3月。ISBN 9784874176399。
- 弘岡秀明、中村圭祐『コレクテッドエビデンス : postgraduate program in clinical periodontology v.1』ダイヤモンド社、2007年4月。ISBN 9784885101182。
- 弘岡秀明、中村圭祐『コレクテッドエビデンス : postgraduate program in clinical periodontology v.2』ダイヤモンド社、2007年7月。ISBN 9784885101229。
- 弘岡秀明、中原達郎、加藤典『Dr.弘岡に訊く臨床的ペリオ講座 1 (歯科医師と歯科衛生士に必要なエビデンス)』医歯薬出版、2010年6月。ISBN 9784263463093。
- 弘岡秀明、菅野太郎『コレクテッドエビデンス = Collected Evidence : POSTGRADUATE PROGRAM IN CLINICAL PERIODONTOLOGY vol.3』デンタルダイヤモンド社、2013年3月。ISBN 9784885102714。
- ステファン・レンバート、ジャン・ルイ・ジョバンノーリ『インプラント周囲炎』監訳山本松男、弘岡秀明、和泉雄一、クインテッセンス出版、2013年6月。ISBN 9784781203171。
- 弘岡秀明、中原達郎、加藤典『Dr.弘岡に訊く臨床的ペリオ講座 2 (歯科医師と歯科衛生士に必要なエビデンス)』医歯薬出版、2013年7月。ISBN 9784263463123。